# Náboženství v Jižní Americe
Náboženství v Jižní Americe tvoří většinou římští katolíci, malé skupiny vyznávají víru původních obyvatel (především animisté). Hinduismus a islám v Surinamu a Guyaně;11 milionů protestantů v Brazílii a Chile. Počet protestantů a jejich podíl na populaci v Jižní Americe od 80. let 20. století rychle stoupá.
Roku 2013 byl Argentinec Jorge Mario Bergoglio zvolen papežem a přijal jméno František; stal se prvním Jihoameričanem, který dosáhl tohoto úřadu.